# Карло Ґольдоні
Карло Ґольдоні (італ. Carlo Goldoni; 25 лютого 1707, Венеція — 6 лютого 1793, Париж) — італійський драматург, реформатор італійського театру в епоху Просвітництва.

## Біографія
Карло Гольдоні познайомився із сценічними виставами ще дитиною у будинку свого діда — великого любителя театру. Вивчаючи за наказом батька медицину, він більше читав Плавта, Теренція, Арістофана, Менандр, а разом з тим і старанно відвідував театр, водив компанію майже виключно з акторами й актрисами. Поступаючись його проханню, батько дозволив йому змінити факультет. Спершу у Венеції, потім в Павії Гольдоні займається юридичними науками, але набагато старанніше знайомиться з драматичною літературою взагалі та італійською зокрема, причому з великим сумом зауважує в останній відсутність чого-небудь вартого уваги й, попри свої 16 років, задумує реформу в цій галузі.
За сатиру в драматичній формі «Колос» його вилучили з Павії, після чого він навчався деякий час в Удіне, а потім у Моденському університеті, де і закінчив курс. Вступивши до адвокатського стану (у Венеції) і з успіхом ведучи процеси, Гольдоні складав трагедії (що найменше відповідало властивості його таланту і тому виходило дуже невдало) і лібрето для опер. І ті, й інші стали з'являтися на сцені, але без успіху.
Першою комедією, що відразу зробила йому гучне ім'я, стала комедія «Світська людина» (L'Uomo di Mondo), за якою виникли: «Мот» (Il Prodigo), «Банкрутство» (Il Fallimento), «Брехун» (L'Impostore) та ін. Протягом одного року він написав для венеційської публіки шістнадцять триактних п'єс.

### Париж
У 1761 р. Гольдоні назавжди залишив свою батьківщину, щоб оселитися в Парижі, куди його викликала дирекція тамтешнього італійського театру. За два роки він написав там 24 п'єси, з яких втрималися у репертуарі 8, і яким сам автор надавав так мало значення, що майже не бував на їх прем'єрах, проте тим охочіше він відвідував французький театр, де дедалі більше зростало його захоплення Мольєром.
Праця на посаді вчителя італійської мови, раптова втрата одного ока, запрошення з Лондона писати п'єси для тамтешнього італійського театру, величезний успіх написаної ним французькою комедії «Благочинний буркотун» (Le Bourru bienfaisant), за якою виникла ще одна французька, менш вподобана паризькою публікою, продовження літературної діяльності рідною мовою, — ось головні біографічні факти за останні роки життя Гольдоні, який помер у Парижі у 1793 р.

## Творчість

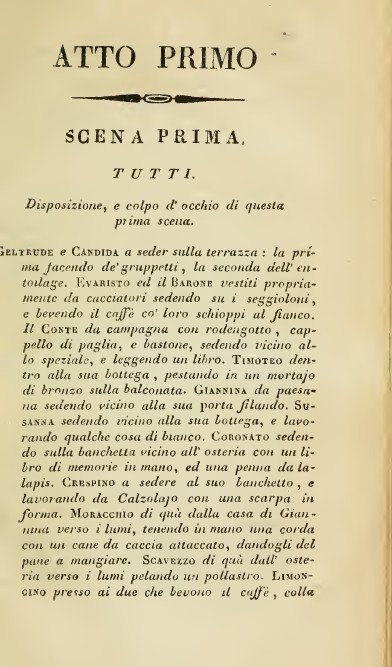
Commedie

Літературна спадщина Гольдоні — понад 200 п'єс, серед яких дедалі більше комедій. З них одні (напр. «Памела») належать до жанру «слізних комедій», інші — веселі буфонади з народного життя і так звані «Комедії характеру» (напр. «Шинкарка» ( "Locandiera «);" Комічний театр «, Il teatro comico;» Обложений багач ", Il Ricco insidiato; «Скупий», L'Avaro; вищезгаданий «Благочинний буркотун» та багато ін.).
На цьому жанрі другої категорії якраз і ґрунтується величезне значення Гольдоні в італійській літературі, а також і та слава, якою він користувався і користується в Італії, що дала йому характеристичний титул свого «protocomi з» (як Греція назвала Арістофана «коміком»). І на його другій батьківщині, Франції, такий суворий суддя, як Вольтер, називав його (в листі до нього) «сином і живописцем натури», людиною, що «очистила італійську сцену, що винаходить з фантазією і який вміє писати зі здоровим глуздом», вихваляв «чистоту, природність» його стилю.
Італійське суспільство і народ знайшли в ньому дивного живописця. Якщо, за характеристикою італійського критика, «театр Гольдоні схожий на великий, людний ярмарок, де зустрічаєш людей будь-якого характеру і всякого стану», то перше місце на цьому ярмарку займає нижчий клас. Ні в чому хист Гольдоні, його vis comica, не виявилися так яскраво і широко, як у його так званих «Венеційських» народних комедіях, тут порівняння з ним може витримати хіба тільки Плавт, з яким у Гольдоні взагалі чимало подібностей і точок зіткнення.
У літературному відношенні п'єси Гольдоні набувають особливого значення змалюваннями характерів, чому він надавав дуже високе значення, йдучи слідами Мольєра (Гольдоні так і називають «італійським Мольєром»). У створенні «комедії характеру» і полягає реформа Гольдоні в галузі італійської драматургії. Залишені у спадок римською комедією італійській комедії так звані «чотири маски», які внаслідок своєї вікової нерухомості придбали плачевну шаблонність і втратили всяку життєвість, — ці «маски» Гольдоні замінив реальними особами, вихопленими просто із життя. Грубу, в основному імпровізовану арлекінаду він замінив тонким і серйозним «жанром», у якому головне — зображення дійових осіб, їх смішних сторін, слабкостей та недоліків.
Строгий пурист-естетик знайде в комедії Гольдоні недоліки на зразок зайвої безцеремонності в зображенні і особливо в мові. Його сучасник і ворог, відомий драматург Карло Гоцці, прямо звинувачував його у тому, що «він представляв на сцені тільки ту правду, яку знаходив у себе перед очима, і копіював її дотично і грубо, замість того щоб слідувати натурі з належними письменникові делікатністю та витонченістю». Але такі звинувачення втрачають будь-який сенс, коли застосовуються до письменника чисто народного; до того ж ці недоліки — якщо вони дійсно недоліки — у Гольдоні досить незначні й рясно компенсуються чеснотами.

## Мемуари
Головним матеріалом для біографії Гольдоні та історії його літературної діяльності служать його «Мемуари», надруковані ним спершу французькою у 1787 р. під заголовком "Mémoires de M. Goldoni, pour servir à l'histoire de sa vie et à celle de son théâtre ", а потім роком пізніше ним же перекладені італійською.